# Rue de l'Annonciation
La rue de l'Annonciation est une voie du 16e arrondissement de Paris, en France.

## Situation et accès
Longue de 315 mètres, elle commence au 46, rue Raynouard et finit 3, place de Passy.
Elle est desservie par la ligne 9 à la station La Muette et la ligne 6 à la station Passy. La gare de l'avenue du Président-Kennedy de la ligne C se situe à proximité de la partie sud de la rue.

## Origine du nom
Elle porte ce nom car elle conduit à l'église de Passy, qui est sous le vocable de l'Annonciation de la Vierge.

## Historique
Cette voie de l'ancienne commune de Passy est formée en 1856, sur un chemin indiqué sur le plan de Roussel de 1730, mais qui semble être beaucoup plus ancien. La voie originelle remonterait au XVIIe siècle. Elle a porté les noms de « rue du Moulin », « des Tierrés » puis « de la Paroisse » (avant la Révolution française), de « rue de la Raison » (1793) puis « de l'Église » (c. 1800). À cette époque, les actuelles rue Bois-Le-Vent et de l'Annonciation formaient la même voie, la rue de l'Église. C’était la seule à relier le village de Passy à la Seine.
En 1835, l'aménagement de la place de Passy coupe la rue de l'Église en deux tronçons.
Classée dans la voirie parisienne par un décret du 23 mai 1863, elle prend sa dénomination actuelle par un arrêté du 26 février 1867.
Le 11 mars 1918, durant la Première Guerre mondiale, le no 28 de la rue est touché lors d'un raid effectué par des avions allemands.

## Bâtiments remarquables et lieux de mémoire
- No 4 : vieille maison à un seul étage. Le chansonnier Nicolas Brazier l'achète en 1825 après avoir vécu dans le même pâté de maisons, 62 rue Raynouard. Il y meurt en 1838[1].
- No 9 : à ce niveau, ancien accès à l'hôtel de Valentinois (disparu)[1].
- No 10 : église Notre-Dame-de-Grâce de Passy[1] puis place du Père-Marcellin-Champagnat.

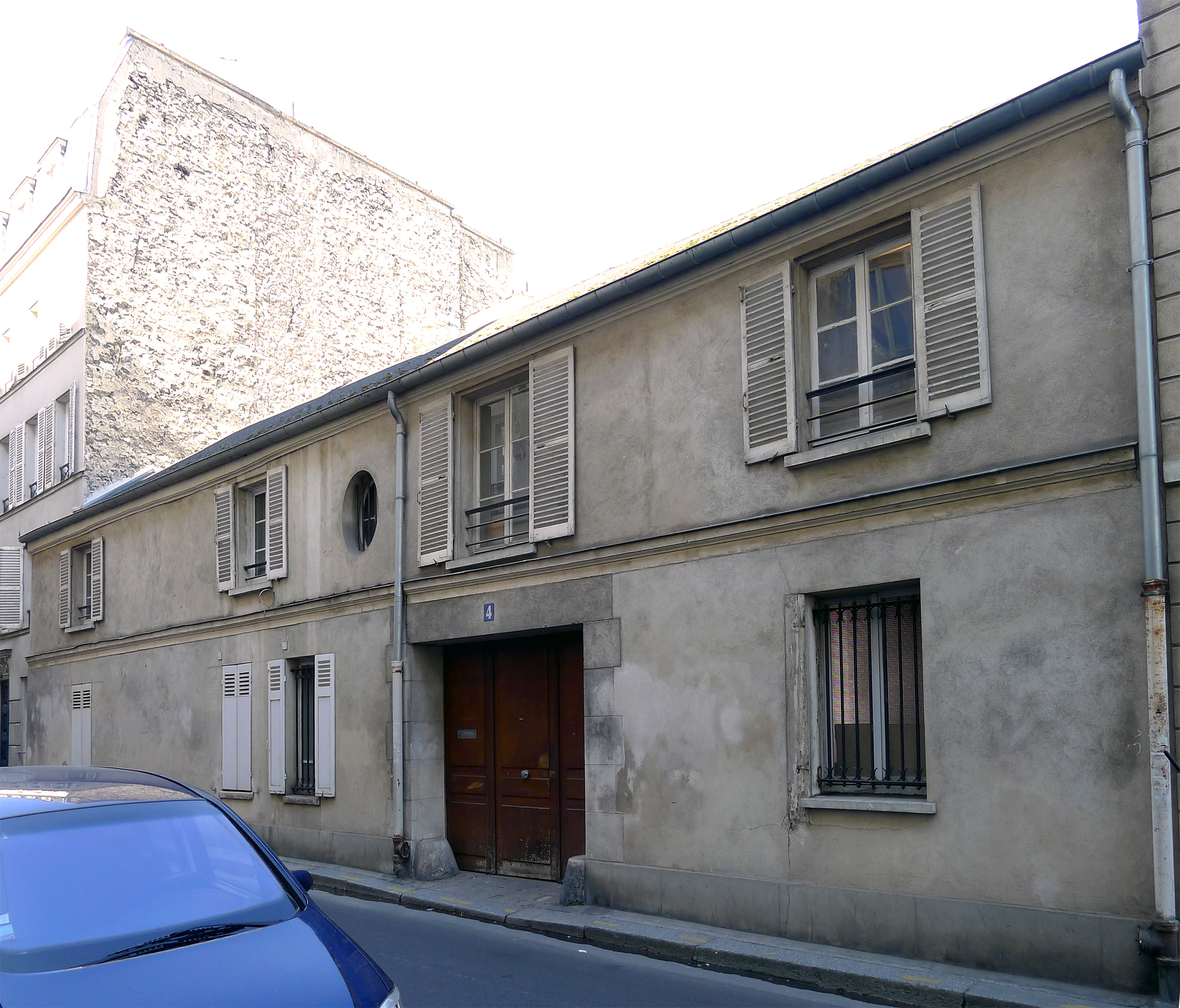
No 4.
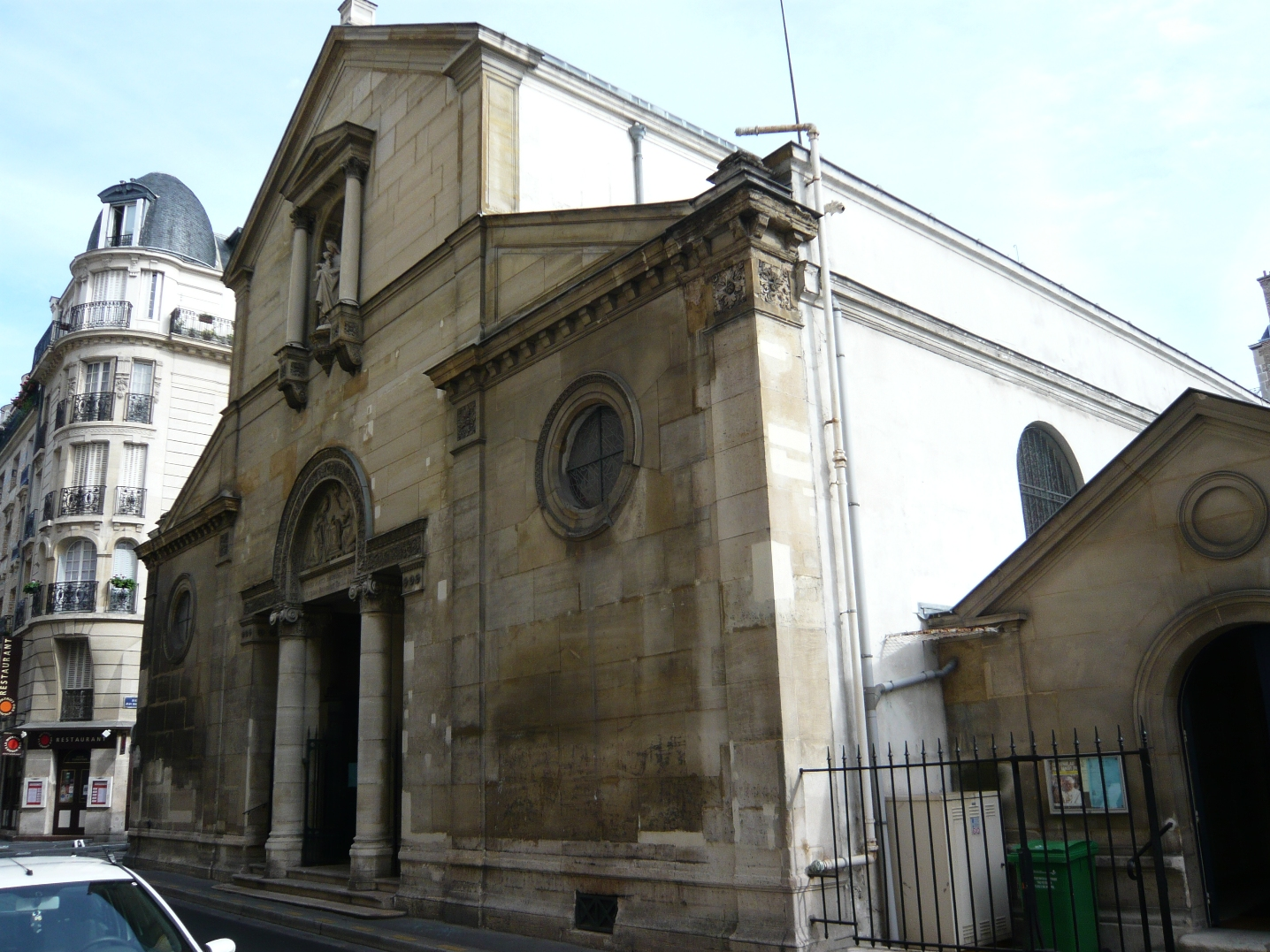
Église.

- No 21 : maison du XVIIIe siècle de style Louis XV témoignant de l’ancien village de Passy[5].

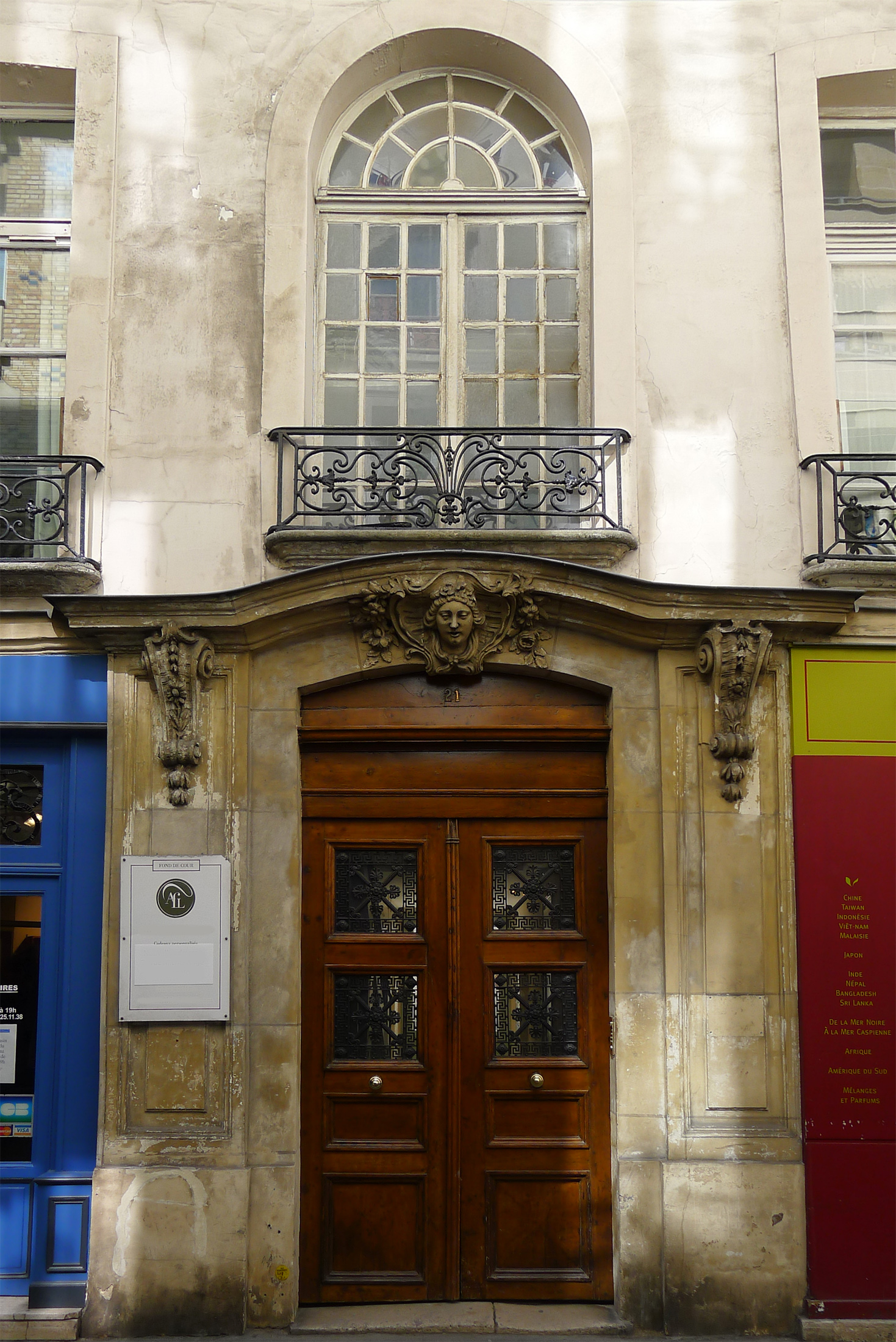
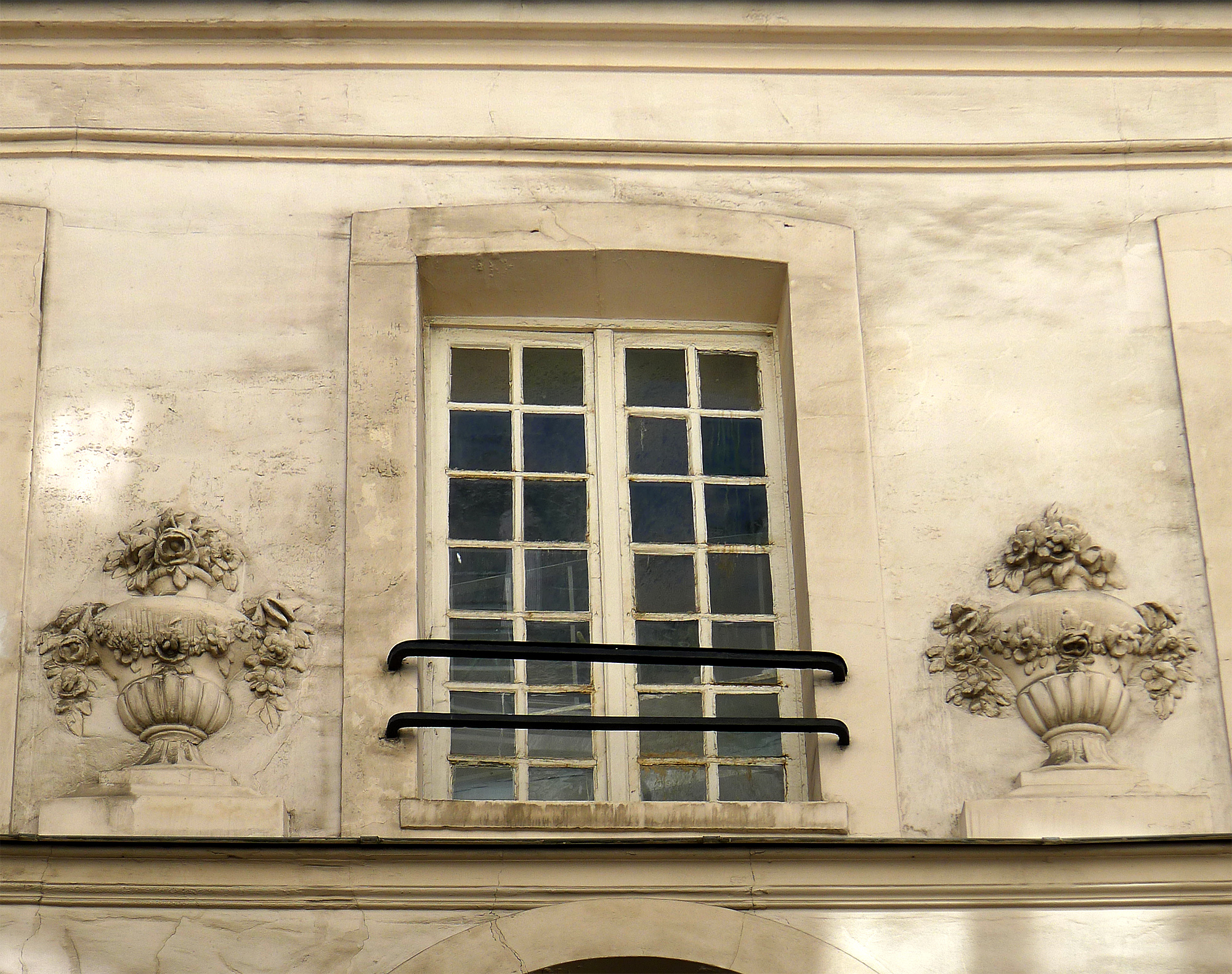

- No 23 à 25 : maisons du XVIIIe siècle. Pour le no 26, l'historien de Paris Jacques Hillairet relève : « balcon, pilastres, guirlandes et rinceaux »[1].

- No 27 : Espace protestant Marc-Boegner, inauguré en 1964, qui dépend du temple de Passy-Annonciation[6]. Il est aménagé à l'emplacement de l'ancien cimetière de Passy[7],[8].

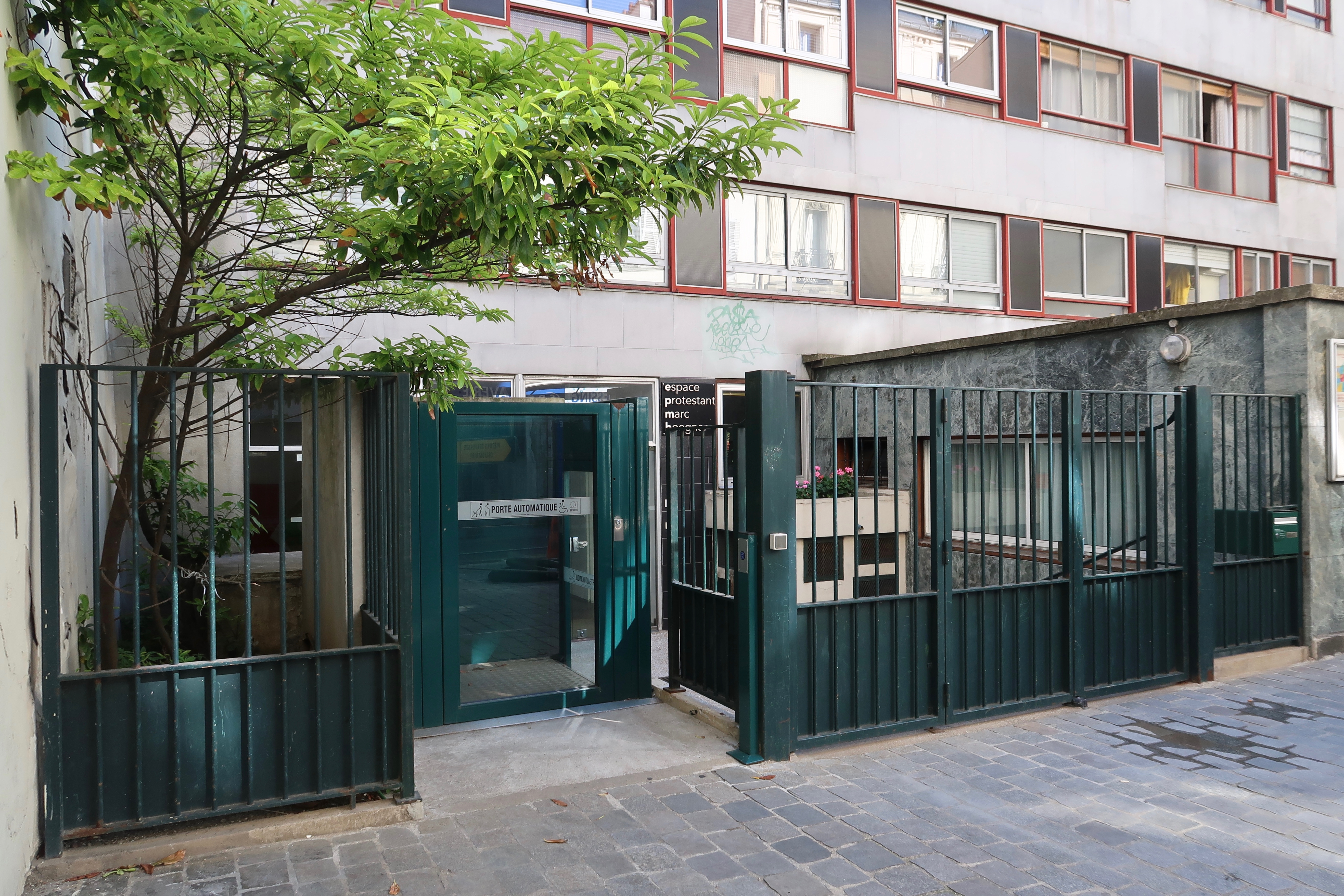

- No 31 à 33 : maisons du XVIIIe siècle. Au no 33, Jacques Hillairet note la présence d'une mansarde[1].
- No 43 : maison du XVIIIe siècle.
- À l'angle avec les rues Bois-le-Vent et Duban se trouvait en 1705 une vaste demeure appartenant au greffier Jacques Métayer. Le roi Louis XV la loua pour loger du personnel de son château de la Muette voisin. Il finit par l'acquérir en 1767 et son successeur Louis XVI en fit don en 1787 à Filleul, le concierge du château. Ce dernier meurt et sa veuve y héberge la fille du peintre Claude Joseph Vernet. Sous la Révolution, en 1794, la propriétaire est décapitée et la bâtisse devient bien national. Les héritiers Filleul en retrouvent la possession en 1808. Le bâtiment est démoli en 1835[1].